# Dobrochov
Dobrochov (deutsch Dobrochau) ist eine Gemeinde mit 271 Einwohnern in Tschechien, sie liegt zehn km südlich von Prostějov in 270 m ü. M. an der Europastraße 462 und gehört dem Okres Prostějov an. Die Gemeindefläche beträgt 252 ha. Östlich des Dorfes erhebt sich die Předina (313 m. n.m.).

## Geschichte
Dochrochov wurde 1337 erstmals urkundlich erwähnt. 1937 wurde die Feuerwehr gegründet.
Der Předina (312 m) östlich von Dobrochov ist Standort eines ehemaligen Mittelwellensenders (954 kHz) des tschechischen Rundfunks. An dem Sendestandort wurde von den Nationalsozialisten der Reichssender Donau im Netz der „Deutschen Europa-Sender“ (DES) errichtet. Der Sender des tschechischen Rundfunks war in den Nachtstunden auch in Deutschland, Niederösterreich und Ungarn zu empfangen. Als Sendeantenne kommt ein 152 Meter hoher, freistehender Stahlfachwerkturm zum Einsatz. Daneben existiert noch ein 55 Meter hoher abgespannter Stahlfachwerkmast. Seit Beginn des 21. Jh. wurde die Mittelwellensendung eingestellt, ab ca. 2010 bis Frühjahr 2021 wurde der Standort nur noch durch die Privatstation Rádio Dechovka (Blasmusik) mit 5 kW Leistung auf 1233 kHz (Synchronnetz) genutzt.
Seit Januar 2016 übertragen alle Mittelwellensender des Tschechischen Rundfunk, so neben Prag Liblice (639 kHz) auch Dobrochov (954 kHz), durchgehend das Programm Český rozhlas Dvojka (2. Programm).